# Roc del Prior
El Roc del Prior és un roc que corona un turó de 997,2 m alt en el terme comunal de Glorianes, de la comarca del Conflent, a la Catalunya del Nord.
És a la zona de llevant del terme, a l'est del poble de Glorianes, molt a prop del termenal amb Bula d'Amunt. Es troba al costat est de la Mollera del Torrent Gros i al nord del Pla de les Eugues.